# Rodobrana
La Rodobrana est une formation paramilitaire du Parti populaire slovaque (Slovenská ľudová strana-SĽS) créée en 1923 et dissoute en 1940.

## Fondation de la Rodobrana (1923)
Fondée en janvier 1923 par Vojtech Tuka, alors rédacteur en chef de la revue « Slovak » du Parti populaire slovaque, la "Rodobrana" (en français : Défense de la nation) est une organisation paramilitaire slovaque d’extrême droite placée sous l’autorité du Parti d'Andrej Hlinka.
Les éléments les plus radicaux du Parti populaire slovaque, issus de la petite bourgeoisie estudiantine, forment la Rodobrana. 
Elle s'inspire des mouvements fascistes des autres pays européens.
Sa mission est de maintenir l’ordre lors des manifestations et rassemblements politiques du Parti populaire ainsi que d’assurer la sécurité des cadres et représentants du Parti.
Ses membres, entraînés au combat, portent l’uniforme, dont une chemise noire sur laquelle est brochée une double croix au niveau de la poitrine gauche. 
En tant que milice du Parti populaire, elle soutient activement son programme réactionnaire et en partage ses "valeurs" et combats : le nationalisme, le catholicisme, l’anticommunisme, l’antisémitisme et l’anti-tchécoslovaquisme. 
Elle se destine à « combattre et à terroriser les mouvements ouvriers ainsi, notamment, qu'à provoquer en Slovaquie un soulèvement contre la République Tchécoslovaque». 
Ses méthodes conspirationnistes violentes, ainsi que ses cérémonies mystérieuses au cours desquelles les nouvelles recrues prêtent serment, provoquent la méfiance des Slovaques à son égard.

## Première Interdiction de la Rodobrana (1923)
Déclarée hors-la-loi le 30 août 1923 par les autorités tchécoslovaques en raison des excès commis par ses membres, la Rodobrana, qui compte déjà 5 000 membres, poursuit néanmoins ses activités de manière clandestine.

## Réactivation, deuxième interdiction et décapitation de la Rodobrana (1925-1929)
En 1925, le Parti populaire slovaque se prépare aux prochaines échéances électorales, change de nom, et devient le Parti populaire slovaque de Hlinka (Hlinkova Slovenská ľudová strana-HSĽS). 
Aussi, les activités de la Rodobrana reprennent en intensité, et celle-ci devient particulièrement active en 1926. 
Le 25 juillet 1926, le premier numéro du quotidien de la Rodobrana « Rodobrana » est publié. 
Cette revue de 4 à 6 pages prend pour cible à travers ses articles la corruption, le népotisme, la communauté juive de Slovaquie ainsi que le judéo-bolchevisme.
Elle milite en faveur de l’autonomie de la Slovaquie et de la mise en place d’un régime fasciste se fondant sur le catholicisme. 
La Rodobrana compte alors 30 000 hommes, et engage des négociations secrètes avec la Communauté nationale fasciste (cs) tchèque (Národní Obec Fašistická) du général Radola Gajda en vue de la préparation d’un coup d’État.
Les agences de renseignement tchécoslovaques mettent en échec cette tentative et placent ces deux organisations sous une étroite surveillance, ce qui conduit finalement les autorités tchécoslovaques à réitérer l’interdiction de la Rodobrana en 1927. 
Malgré cette interdiction, elle poursuit son action. 
Au début du mois d’août 1929, la Rodobrana voit affluer de nouvelles recrues. 
Forte de plus de 60 000 membres, elle se réorganise en deux branches : la Rodobrana de l’ouest et la Rodobrana de l’est. 
La même année, Tuka se rend en Italie pour y rencontrer des fascistes italiens.
Les activités subversives de la Rodobrana, ses atteintes répétées à la sûreté de l’État et à l’unité de la Tchécoslovaquie conduisent Tuka, Alexander Mach ainsi que d’autres dirigeants et militants, devant la justice. 
La condamnation en octobre 1929 de Tuka par la justice tchécoslovaque à quinze années d’emprisonnement pour haute trahison et intelligence avec une puissance étrangère (la Hongrie) fait perdre à la Rodobrana son père spirituel. 
La Rodobrana cesse d’exister mais reste présente dans la mémoire collective et la tradition du Parti populaire slovaque de Hlinka.

## Renaissance de la Rodobrana (1938-1940)
À la faveur du chaos politique consécutif aux accords de Munich, la Rodobrana renaît de ses cendres.
Tuka, libéré de prison en été 1938, la réorganise et la remet sur pied. 
Elle est intégrée à la Garde de Hlinka (Hlinkova Garda) en 1938, tout en gardant une certaine autonomie structurelle.
Ses membres se différencient ainsi des gardistes par leur uniforme. 
Ils obtiennent le droit de porter des armes à partir de l’été 1939, contrairement aux membres de la Garde qui, pour en porter, doivent être munis d’une autorisation spéciale. 
Elle est en outre reconnue corps d’élite par une ordonnance du gouvernement slovaque de Jozef Tiso courant 1939. 
À la suite de la proclamation d’indépendance de la Slovaquie en mars 1939, est créé au sein de la Rodobrana un service de renseignement qui prend le nom de Dôvernícka služba Rodobrany (DSR) (en français : Service confidentiel de la Rodobrana). 
Il est chargé de surveiller la population sur l'ensemble du territoire slovaque et de faire remonter ensuite ses informations aux autorités slovaques compétentes.

## Dissolution définitive de la Rodobrana (1940)
Le 24 juin 1940, la Rodobrana est dissoute par les autorités slovaques avec l’accord de son créateur et idéologue Tuka et cesse définitivement d’exister.
Ses membres et ses biens sont transférés à la Garde de Hlinka.
Un certain nombre d'agents de son service de renseignement choisissent alors de travailler directement pour le Sicherheitsdienst.